# 5405-ös mellékút (Magyarország)
Az 5405-ös mellékút egy közel 65 kilométeres hosszúságú, négy számjegyű mellékút Bács-Kiskun és Csongrád-Csanád vármegyék területén; Soltvadkerttől húzódik egészen Szeged térségéig, pontosabban Kiskundorozsma központjáig. Szeged egyik legjobb megközelítési útvonala a Dunántúl felől.

## Nyomvonala
Eredetileg feltehetőleg Soltvadkert központjában indult, az 53-as és az 54-es főutak ma már körforgalmú csomópontjától, ez esetben az első, szűk másfél kilométernyi szakasza azonos nyomvonalat követhetett az 53-as főúttal, Bocskai utca néven. Ugyanezt a nevet viszi tovább onnan is, ahol elválik az 53-astól, nagyjából keleti irányban (röviddel azelőtt, hogy az 53-as elhagyja Soltvadkert lakott területét); kilométer-számozása – a kira.gov.hu adatai szerint, a lekérdezés időpontjában – onnan indul, az 1+454-es kilométer-szelvénnyel. Majdnem pontosan a második kilométere után (alig 500 méterrel azután, hogy elválik az 53-as úttól) elhagyja a város legkeletibb fekvésű házait is, de még bő három kilométeren át a határai közt folytatódik.
Körülbelül 5,2 kilométer után szeli át Tázlár nyugati határszélét, kevéssel a hetedik kilométere előtt éri el Felsőtelep községrész első házait, de amire eléri a 7+500-as kilométerszelvényét, már újra külterületek közt halad. Tázlár központját 9,7 kilométer után éri el, első szakasza a Soltvadkerti út nevet viseli, kelet felé haladva, de csak addig, amíg ki nem ágazik belőle déli irányban az 5406-os út (Pirtó és Kiskunhalas határvonaláig); onnantól Árpád utca a neve. Így is lép ki a faluból, még a 11. kilométere előtt, Tázlárt azonban csak 14,8 kilométer után hagyja teljesen maga mögött.
Kiskunmajsa határai között folytatódik; a különálló lakott részei közül Bodoglárt érinti, kevéssel a 22. kilométere előtt (itt önkormányzati utak ágaznak el Kiskunhalas illetve Szank felé), majd nagyjából 27,4 kilométer után beér a város házai közé, a Szélmalom sor nevet felvéve. Kevéssel arrébb szintben keresztezi a Kiskunhalas–Kiskunfélegyháza-vasútvonal vágányait (Kiskunmajsa vasútállomás délnyugati végén), ami után már a Gépállomás utca nevet viseli. Így találkozik 28,1 kilométer után az 5402-es úttal, amellyel a városközpontig közös szakaszon húzódnak, kilométer-számozás tekintetében ellentétes irányt követve, Árpád út, majd Iskola utca néven.
A 29. kilométerét elérve az út különválik az 5402-estől és délkelet felé folytatódik, Fő utca néven. A város délkeleti részében újabb elágazása következik, ott az 5409-es út válik ki belőle, mely a különálló – a központtól mintegy 15 kilométerre fekvő – Gárgyán külterületi városrészig vezet. 30,9 kilométer után éri el Kiskunmajsa utolsó házait, ugyanott még egy út ágazik ki belőle, keleti irányban: ez az 5411-es, amely Kömpöcön és Kisteleken át Ópusztaszerrel köti össze a települést.
35,5 kilométer után éri el az út Csólyospálos határát, egy darabig a határvonalat kíséri, de a 37. kilométerénél már teljesen a község területén húzódik. 38,9 kilométer után kiágazik belőle északkeletnek a Kömpöc felé vezető 5442-es út; a község szélét 39,6 kilométer után éri el, ahol a Kossuth Lajos utca nevet veszi fel. Majdnem pontosan két kilométernyi szakasza halad át Csólyospálos házai között, és a 45. kilométerén túljutva hagyja el teljesen a települést.
A 45+150-es kilométerszelvénye közelében nemcsak településhatárt, de megyehatárt is átlép: onnét a Csongrád-Csanád vármegyei Forráskút határai közt folytatódik. A falun nagyjából a 48. és az 50. kilométerei között halad át, Fő utca, majd Szegedi út néven, közben a központban két elágazása is van: előbb az 5422-es út torkollik bele északkeletről, Balástya felől, majd az 5426-os út ágazik ki belőle délnyugatnak, Üllés-Bordány felé.
Az 52. kilométerét elérve átszeli Zsombó határát, 54,6 kilométer után lép be e falu házai közé, és ezúttal is nagyjából két kilométeren át húzódik a lakott területen, annak délnyugati széle közelében, az Andrássy út nevet viselve. Közben itt is van két elágazása: előbb az 5427-es út ágazik ki belőle 55,4 kilométer után délnyugati irányban, Bordány külterületei felé, majd – már külterületen – a 4525-ös út torkollik bele északkeletről, Szatymaz felől.
58,7 kilométer után éri el az útjába eső utolsó település, Szeged, pontosabban a megyeszékhelyhez tartozó Kiskundorozsma határát. Pár lépéssel a 62. kilométere után – felüljárón, csomópont nélkül – keresztezi az M5-ös autópálya nyomvonalát, majd a 63. kilométerénél áthalad egy helyi jelentőségű körforgalmon. 63,7 kilométer után éri el a dorozsmai lakott terület északi határát, ahol a Negyvennyolcas utca nevet veszi fel, majd 64,2 kilométer után beletorkollik északról Szatymaz déli határszéle felől az 5428-as út. Onnan már az 5405-ös út is ezt az irányt veszi fel és délnek folytatódik, változatlan néven; így is ér véget Dorozsma központjában, beletorkollva az 5408-as út 50+300-as kilométerszelvényénél létesült körforgalomba.
Teljes hossza, az országos közutak térképes nyilvántartását szolgáló kira.gov.hu adatbázisa szerint 64,929 kilométer.

## Története
1934-ben a kereskedelem- és közlekedésügyi miniszter 70 846/1934. számú rendelete a teljes mai hosszában harmadrendű főúttá nyilvánította, 525-ös útszámozással. A döntés annak ellenére született meg, hogy (a rendelet alapján 1937-ben kiadott közlekedési térkép tanúsága szerint) Soltvadkert és Kiskunmajsa közti szakasza akkor még nem épült ki.
3,255 kilométeres szakaszát (az 53+910 és az 57+165 kilométerszelvények között) 2019 második felében újították fel, a Magyar Falu Program útjavítási pályázatának I. ütemében, a Csongrád megyei Zsombó település területén.
2021-re a Soltvadkert felől történő szakaszos felújításokkal elérték Tázlár települést.
2021 novemberében zajlik a Zsombó és Forráskút közötti szakasz felújítása. Ennek befejezésével Szeged-Kiskundorozsmától már Forráskút határáig lehet megújult szakaszon közlekedni.
2020 novemberében jelentette be Magyarország Kormánya, hogy felújításra kerülnek a Tázlár - Kiskunmajsa és a Kiskunmajsa - Csólyospálos közötti szakaszok. (5405. jelű összekötő út 10+175-28+112 km szelvények közötti szakasz felújítása, 5405. jelű összekötő út 30+906-45+165 km szelvények közötti szakasz felújítása) A tervezésre 2021 legelején kiírták a közbeszerzést, majd az év folyamán a tervek is elkészültek. Ezen szakaszok befejezését 2022 nyarára ígérték.

## Települések az út mentén
- Soltvadkert
- Tázlár
- Kiskunmajsa
- Csólyospálos
- Forráskút
- Zsombó
- Szeged-Kiskundorozsma